# Calendasco
Calendasco (Calindasch in dialetto piacentino) è un comune italiano di 2 459 abitanti della provincia di Piacenza in Emilia-Romagna.
Il comune fa parte dell'Associazione Europea delle Vie Francigene.

## Geografia fisica
Il territorio del comune di Calendasco è sub-pianeggiante con un'altitudine compresa tra i 49 e i 60 m s.l.m.. Il territorio è delimitato a settentrione dai meandri del fiume Po e a est dal fiume Trebbia, che trova la sua foce nel Po sul confine tra i comuni di Calendasco e Piacenza. A sud e a ovest il confine è convenzionale ed è rappresentato da due strade comunali. Il capoluogo è situato circa 7 km a ovest della città di Piacenza.
Le zone golenali nei pressi dell'argine maestro del fiume Po presentano una forte presenza di pioppi, utilizzati per la pioppicoltura.

## Origini del nome
Secondo lo storico piacentino Pier Maria Campi il toponimo Calendasco deriverebbe dal nome del presunto fondatore del borgo in epoca romana, un certo Calendius, da cui sarebbe derivato in seguito il nome del paese, che in epoca longobarda era scritto con la k iniziale (Kalendasco). Altri studi, invece, identificano il toponimo come di origine celtica, con l'originario significato di luogo vicino a una foresta. La desinenza in -asco è tipica dell'ambito ligure antico, anche se compatibile con una successiva presenza celtica (spesso indicata da un -ate finale).

## Storia

### Preistoria, età antica e Alto Medioevo
La zona di Calendasco è abitata sin dalla Preistoria; la presenza di insediamenti umani è provata da alcun ritrovamenti, tra i quali un ripostiglio con al suo interno sette pugnali realizzati in selce che sono stati rinvenuti verso la fine del XIX secolo, ricoperti da uno strato di argilla in una cava situata nei pressi di una fornace. Due dei pugnali, risalenti all'età del rame, vengono trasferiti al liceo cantonale di Lugano, mentre dei rimanenti altri non è conosciuta la sorte. La localizzazione precisa del luogo del ritrovamento si deve ai ricercatori del "Centro Studi Ad Padum" che hanno identificato il luogo con la località Campadone nella quale sono presenti tracce di una fornace e di una presenza umana pre e protostorica. Altri ritrovamenti sono stati fatti in diversi centri del territorio comunale: sono emersi frammenti di materiale ceramico risalenti al periodo compreso tra l'età del bronzo e la seconda età del ferro. L'abbondanza dei ritrovamenti avvalora l'ipotesi che i successivi insediamenti romani si siano sviluppati su centri preesistenti.
In epoca romana a Calendasco si sviluppa la mansio Ad Padum, situata nei pressi del passaggio oltre il fiume Po della strada consolare Placentia-Ticinum, che unisce Piacenza a Pavia. In quest'epoca si sviluppa anche un importante porto fluviale, posto a servizio della città piacentina. Di epoca romana rimangono visibili alcune parti della centuriazione e della strada consolare. Il ruolo del porto fluviale viene, poi, confermato, anche dopo la caduta dell'impero romano, nel 715 da parte del re longobardo Liutprando e poi, ancora, da parte di Carlo Magno.

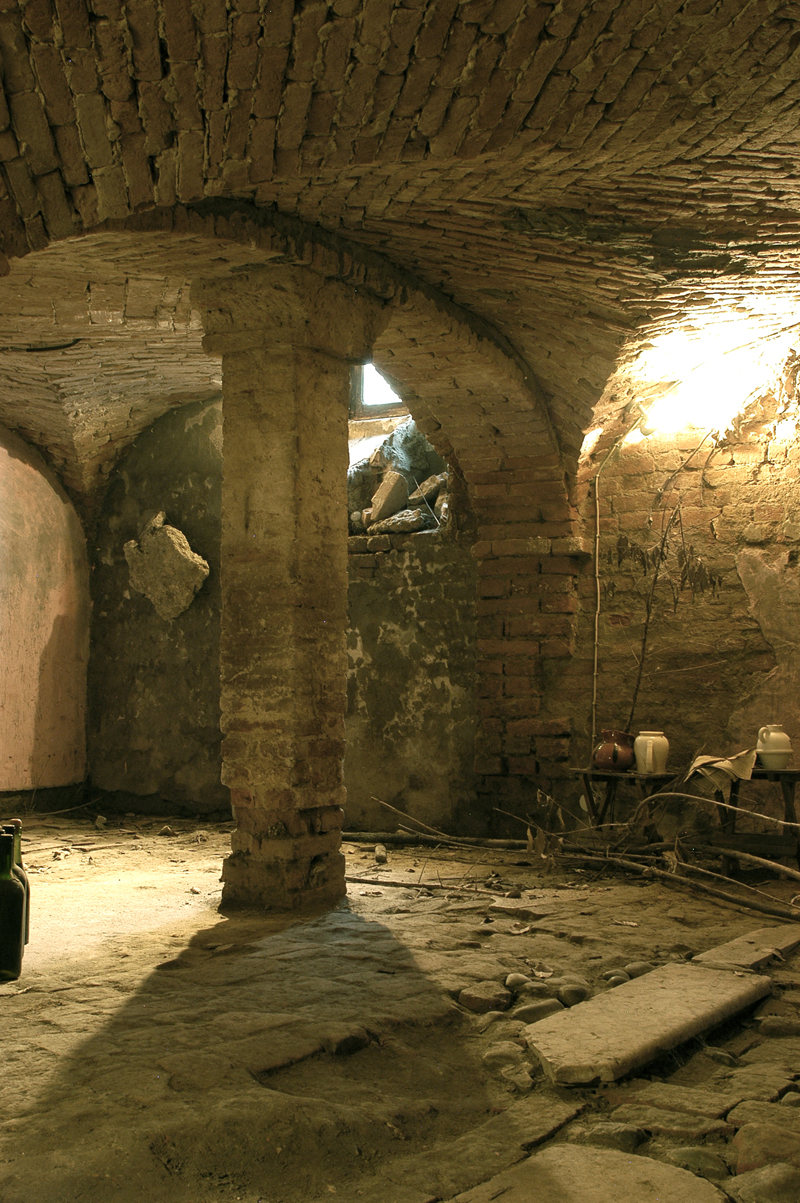
Parte dello xenodochio longobardo che si conserva sotto l'hospitale per pellegrini

In epoca longobarda, oltre alla confermata importanza del porto, viene fondato il borgo di Calendasco, che è citato per la prima volta, con il toponimo Kalendasco, in un documento risalente al 765 e, poi, viene di nuovo menzionato in diversi atti parte del codice diplomatico longobardo. Secondo un testo risalente all'804 nel borgo avevano la propria dimora due scabini e un presbitero il quale, sempre in base a quanto riportato in questo documento, estendeva i suoi possedimenti fino a Campione, nel comasco.
A partire dal IX secolo, sorge nella località di Cotrebbia, il cui nome deriva dal latino Caput Trebiae indicante la presenza nei pressi dell'abitato, di un antico letto fossile del fiume Trebbia, risalente al IX secolo a.C., l'abbazia di San Pietro, inizialmente consacrata alla risurrezione di Gesù e, poi dedicata a san Pietro a partire dall'874, anno in cui viene rifondata e unita al monastero di San Sisto, situato a Piacenza. L'abbazia viene citata, nell'877 nel testamento di Angilberga, moglie dell'imperatore Ludovico II il Giovane. Nell'889 dopo una supplica, la proprietà del monastero viene confermata ad Angilberga, da parte del futuro imperatore Arnolfo. Nell'891 è menzionato in un documento in cui papa Stefano V conferma la concessione a Bernardo, vescovo di Piacenza dei privilegi precedentemente goduti dall'abbazia di San Colombano di Bobbio e dal monastero di San Paolo di Mezzano Scotti.

### Basso Medioevo

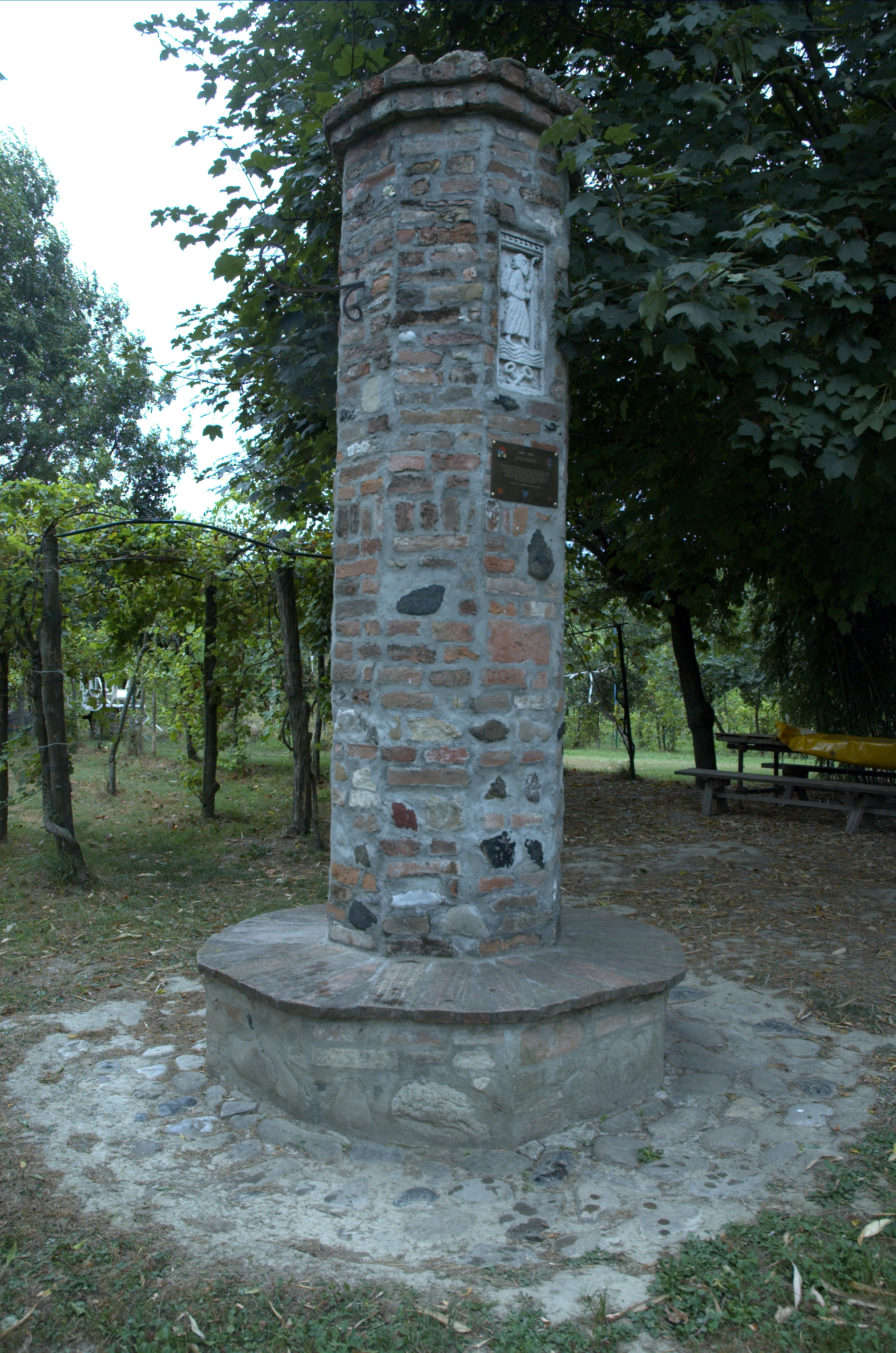
La colonna del Pellegrino a Soprarivo, antico porto della Via Francigena

Tra il 990 e il 994 la località di Soprarivo, situata nei pressi della frazione di Boscone Cusani è teatro, insieme a Corte Sant'Andrea, posta sulla sponda opposta del fiume, dell'attraversamento del Po ad opera dell'arcivescovo di Canterbury Sigerico, nell'ambito del viaggio da lui intrapreso per raggiungere Roma, dove avrebbe ricevuto l'investitura vescovile da parte di papa Giovanni XV. La zona diventa, quindi, parte del percorso della itinerario di Sigerico, che avrebbe originato, poi, la via Francigena.

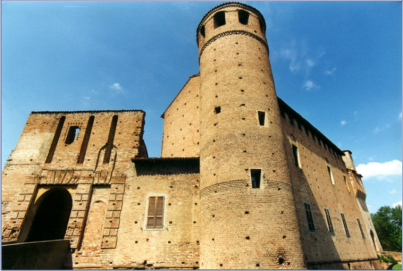
Il castello

A partire dall'anno Mille, la zona di Calendasco è assoggettata al vescovo-conte di Piacenza; in questi anni il passaggio della via Francigena a Calendasco viene segnalata in diverse atti risalenti agli anni 1056, 1140 e 1187. In questi documenti viene citata la "strata romea" passante "in eodem loco Kalendasco" A questi anni risale anche la costruzione del locale castello, la cui parte più antica, il recetto, viene edificata all'inizio dell'XI secolo per volontà del vescovo di Piacenza, nonché di un hospitale dedicato ai pellegrini, gestito in seguito dai penitenti francescani.

L'importanza del porto di Calendasco viene ulteriormente accresciuta con l'imposizione, a tutte le imbarcazioni, del pagamento di una gabella per l'attracco o per il transito in direzione di Venezia o Pavia a seguito di un accordo stipulato tra i piacentini ed i ferraresi stipulato nella città estense il 5 novembre 1181 che riporta: 
Nel XII secolo il monastero di San Pietro di Cotrebbia, a seguito di alcuni scandali, vede le locali monache sostituite dall'ordine dei benedettini. Nel 1155 il monastero è il luogo in cui si riuniscono alcuni cardinali provenienti da Roma incaricati di trattare con l'imperatore Federico Barbarossa. Nel 1158 Cotrebbia ospita la seconda delle diete di Roncaglia con la quale il Barbarossa sottrae l'istituito delle regalie ai comuni mediante l'approvazione del decreto Constitutio de regalibus.
Nello stesso secolo, accanto al recetto viene edificato il castello vero e proprio, la cui prima citazione risale al 1187 quando la proprietà dell'edificio viene confermata da parte di papa Urbano II ai monaci del monastero di San Salvatore, situato a Quartazzola, nei pressi di Piacenza. In epoca medievale Calendasco viene citato in vari documenti con l'appellativo di burgo, che si distingueva dall'appellativo di villa che era riservato a piccolo gruppi di abitazioni situati nella campagna. A partire dalla seconda parte del XIII secolo a seguito della fondazione di Castel San Giovanni e dell'aumentata importanza della strada che conduceva da Piacenza a questo centro, Calendasco inizia gradualmente a perdere di importanza.
Secondo alcune fonti, nel 1290 a Calendasco nasce Corrado Confalonieri, membro della famiglia nobile dei Confalonieri, il quale secondo altre fonti sarebbe nato presso Torre Confalonieri, una maniero di proprietà della famiglia Confalonieri situato a Celleri di Carpaneto Piacentino. In seguito a un incidente di caccia che aveva causato un incendio e per il quale era stato condannato un innocente, il nobile subisce una conversione che lo porta a passare parecchi anni della propria vita in ritiro presso l'hospitale per i pellegrini di Calendasco, sorto su un preesistente xenodochio risalente all'epoca longobarda. In seguito, dopo aver condotto un pellegrinaggio a Roma, il religioso si sposta fino a Noto, in Sicilia, dove rimane fino alla morte, avvenuta nel 1351, in seguito alla quale inizia a essere venerato come santo dalla pietà popolare e viene beatificato nel 1515.
Verso la fine del XIII secolo il castello è di proprietà delle famiglie Palastrelli e Scotti, in seguito, nel 1346 il castello viene raso al suolo da milizie ghibelline provenienti da Piacenza; rioccupato dalle truppe guelfe nel 1372, è base per la resistenza anti-viscontea. Nel 1412 viene concesso alla famiglia Arcelli insieme al vicino castello di Santimento da parte del duca di Milano Filippo Maria Visconti, venendo utilizzato come avamposto del castello di Somaglia, situato sulla sponda opposta del fiume Po. In un atto risalente al 12 gennaio 1461 e conservato presso il locale archivio parrocchiale Calendasco viene citato ancora come burgo.

### L'età moderna e contemporanea

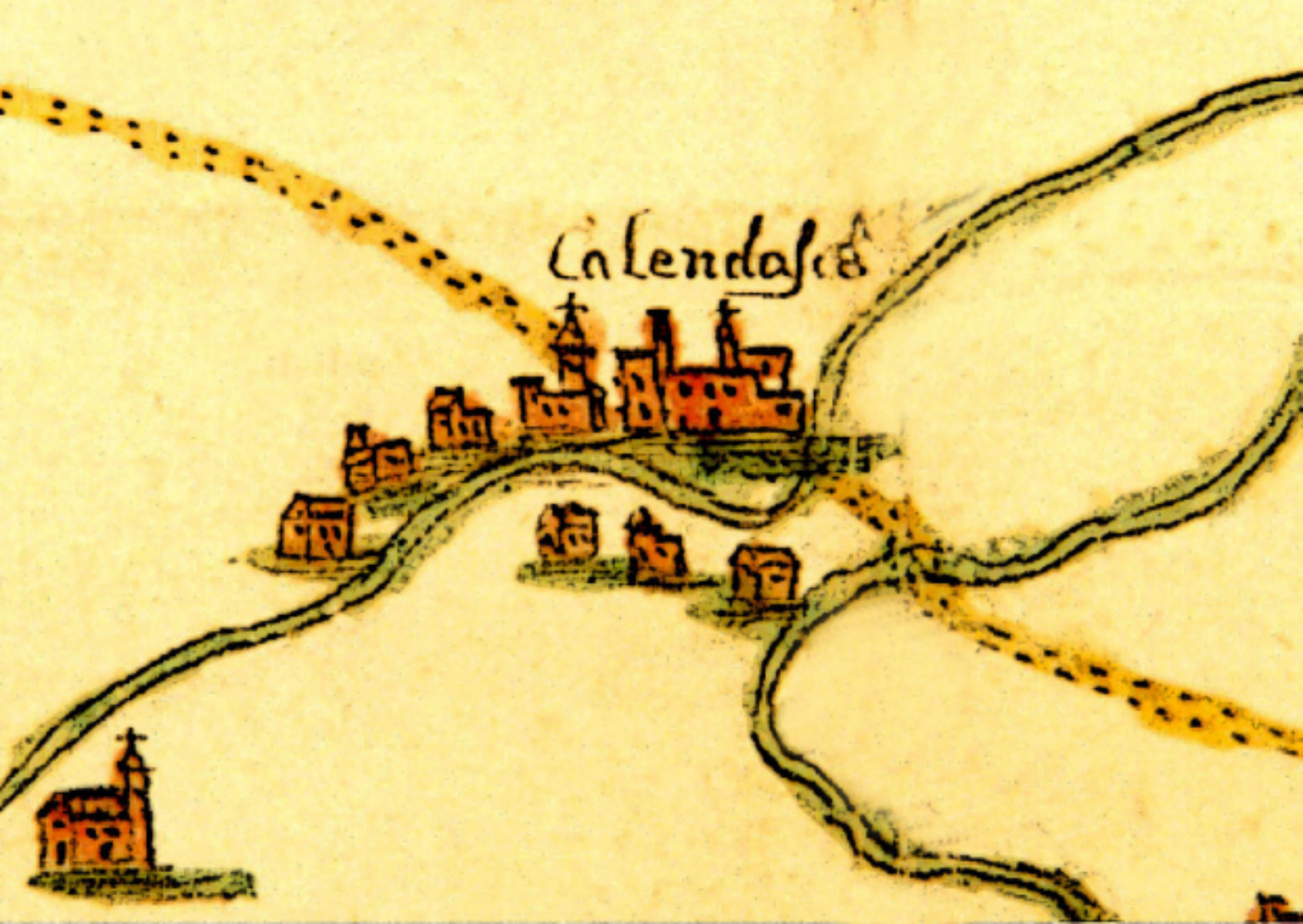
Particolare di mappa del tardo Cinquecento con indicato il paese con il castello, la chiesa e l'hospitio dei pellegrini

Nel cinquecento agli Arcelli succede la famiglia Confalonieri che mantiene la proprietà integrale sul feudo fino al 1572 quando, in seguito all'omicidio del conte Ludovico ad opera di Antonello De Rossi, amante della moglie del conte, la contessa Camilla, metà del feudo passa alla famiglia Sanseverino, la quale, nel 1595 procede a venderla al conte Gian Battista Zanardi Landi.
L'hospitale per i pellegrini, denominato hospitio dicti loci calendaschi è presente in varie mappe e atti risalenti al cinquecento e al seicento, anni in cui riveste anche un importante ruolo civile per la locale comunità, con la redazione degli atti più importanti.
Nel 1690 il feudo di Calendasco viene concesso da parte del duca di Parma e Piacenza Ranuccio II Farnese al conte Fabio Perletti, ambasciatore per conto del duca presso la corte imperiale.
Nel 1735 la locale chiesa, dedicata a santa Maria viene sottoposta a importanti lavori di ampliamento.
Nel XIX secolo Calendasco dà i natali al primo sindaco di Piacenza, Faustino Perletti, che sarà anche deputato nell'assemblea costituente del 1859.
Nel 1913 il castello viene ceduto al comune da parte del proprietario dell'epoca, l'avvocato Scopesi della Capanna.

### Simboli
Lo stemma e il gonfalone sono stati concessi con regio decreto del 26 luglio 1929.
La spiga allude al carattere essenzialmente agricolo dell'economia del paese; i tre bisanti ricordano che all’inizio dell’Ottocento si provò a sviluppare l'attività di sfruttamento delle sabbie aurifere della zona.
Il gonfalone è un drappo di bianco.

## Monumenti e luoghi d'interesse

### Architetture religiose

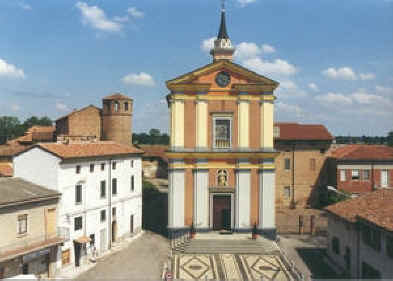
La chiesa di Calendasco e il castello

Chiesa di Santa Maria AssuntaLa prima chiesa di Calendasco viene citata in età longobarda con il nome di Santa Maria in monticello, a causa della sua edificazione su una piccola altura che contribuiva a proteggere l'edificio in caso di inondazioni del vicino fiume Po. Di questo edificio originario, situato nello stesso luogo in cui sorge la chiesa di Santa Maria, non rimangono resti. Le forme dell'edificio risalgono al 1735 quando la chiesa subì importanti lavori di restauro e ampliamento. L'edificio conserva al suo interno alcune tele risalenti al XVI e al XVII secolo provenienti dalla chiesa preesistente, dalla quale, invece, non furono recuperati gli affreschi. Tra i dipinti cinquecenteschi è presente una pala risalente alla fine del cinquecento, rappresentante san Corrado Confalonieri e posta alle spalle dell'altare a lui dedicato. Più recenti sono i dipinti ottocenteschi eseguiti dal conte Perletti e l'abside, affrescato nel 1971 da Luciano Ricchetti, che raffigura Gesù in croce, con ai suoi piedi la Vergine Maria sostenuta da san Giovanni apostolo, sant'Antonino, san Corrado Confalonieri, santa Rita da Cascia e san Savino. Opera di Ricchetti sono anche due affreschi posti in posizione laterale e raffiguranti la natività di Cristo e la Resurrezione.
Hospitale e Romitorio di San CorradoAntico ricovero destinato all'ospitalità dei pellegrini transitanti lungo la via Francigena costruito sulle basi di un preesistente xenodochio di epoca longobarda di cui si conservano alcuni resti posti in una cripta al di sotto del piano terra dell'edificio. Durante il XIV secolo ospitò San Corrado Confalonieri, in seguito alla sua conversione. Dopo l'epoca di San Corrado, l'hospitale rimase attivo fino al XVII secolo, come testimoniato da vari atti che lo definiscono come luogo deputato all'ospitalità di viaggiatori e pellegrini, nonché all'assistenza di poveri e indigenti.

### Architetture civili
Villa Dal VermePalazzo costruito in stile neoclassico, subì importanti lavori durante i primi anni del XIX secolo ad opera del conte Pietro Dal Verme, il quale, dopo aver passato buona parte della sua vita in viaggi e missioni all'estero. Il palazzo conserva al suo interno delle carte da parati raffiguranti scene provenienti dalla mitologia e afferenti al mondo della caccia.

### Architetture militari
Castello di CalendascoComplesso fortificato posizionato di fianco alla chiesa parrocchiale, il primo nucleo dell'edificio, il recetto, risale all'epoca dell'anno Mille e fu costruito per volontà del vescovo-conte di Piacenza. Il castello vero e proprio sorse, invece, circa un secolo dopo ed è citato per la prima volta in un documento del 1187. In seguito fu distrutto nel 1346 nell'ambito delle guerre combattute tra guelfi e ghibellini, per poi venire ricostruito negli anni immediatamente successivi. Principali feudatari furono i Confalonieri che ne furono legali possessori fino al 1586.  Nei secoli successivi passò più volte di mano tra varie famiglie nobili, tra le quali gli Arcelli, i Sanseverino, gli Zanardi Landi e i Perletti, fino al 1913 quando l'ultimo proprietario, il giurista Giuseppe Scopesi della Capanna lo cedette ad un ente benefico, dal quale pervenne, poi, al comune di Calendasco, al quale appartiene per buona parte, con l'eccezione di alcune aree di proprietà privata che sono state trasformate a scopo abitativo. L'edificio, realizzato interamente in mattoni, presenta le caratteristiche tipiche dei castelli costruiti durante il trecento nell'area padana come il motivo a denti di sega accostato al coronamento a finestrelle dotate di archi ribassati. La fortificazione è circondata dall'originale fossato, inizialmente superabile tramite un ponte levatoio del quale rimangono gli incassi nel rivellino e la pusterla che ne permetteva l'accesso. Il lato sud presenta una torre, caratterizzata da pianta semicircolare, che si eleva nei confronti della rimanente parte del complesso. L'ala di nord-est, invece, si presenta in disomogeneità rispetto al resto dell'edificio, essendo un'aggiunta successiva. All'interno si trova un cortile con un portico a tre fornici.

## Società

### Evoluzione demografica
Abitanti censiti

## Cultura

### Eventi

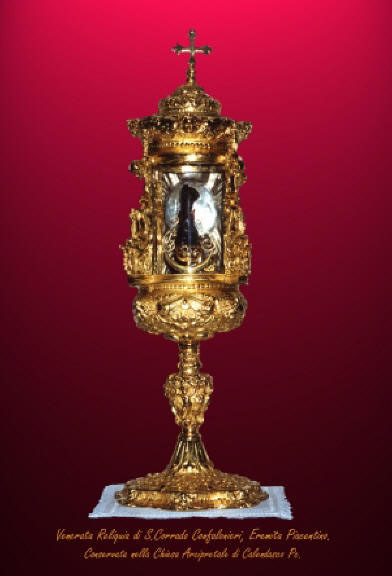
La reliquia di San Corrado conservata nella chiesa parrocchiale

La principale ricorrenza festeggiata nel comune è quella legata al santo patrono san Corrado Confalonieri, che ebbe qui i Natali nel 1290 e che si festeggia il 19 febbraio, giorno della sua morte.
Durante la festa viene svolta la grande processione, durante la quale una reliquia del Santo (il pollice della mano sinistra) viene condotta dall'eremo in cui si era ritirato fino alla chiesa parrocchiale. Inoltre, la cerimonia prevede il dono dei ceri da parte delle autorità locali e la benedizione e distribuzione del pane degli angeli a ricordo di un miracolo compiuto da San Corrado durante la carestia che colpì la Sicilia tra il 1348 e il 1349.
La domenica precedente la festa patronale viene organizzato un corteo storico nel quale sono rievocate le scene della conversione di San Corrado. Al termine dell'evento viene organizzata la benedizione dei bambini nei pressi della chiesa di Santa Maria Assunta e la supplica al santo per la benedizione del paese e dei suoi cittadini.
Un altro evento particolarmente sentito nel territorio è la Fiera del Po - Festa del pesce fritto, manifestazione fieristica originariamente a carattere prettamente agricolo organizzata a partire dal 1963, quando ancora l'agricoltura era la principale attività economica comunale e sviluppatasi in seguito come rassegna in campo enogastronomico, commerciale e folkloristico locale.

## Economia
Il territorio di Calendasco è stato, storicamente, dedicato all'agricoltura e, grazie alla presenza dei fiumi Po e Trebbia, alla pesca. A partire dagli ultimi anni del XX secolo il settore primario ha subito un graduale declino che ha praticamente azzerato la presenza di allevamenti sul territorio comunale, e ha, comunque visto il settore agricolo soffrire a causa della mancanza di colture specializzate, con una diminuzione del 40% del numero di imprese operanti nel settore tra il 1990 e il 2000. Tra le colture più diffuse nel territorio comunale ci sono i cereali (grano turco e frumento), le colture industriali (pomodoro e barbabietola da zucchero), le colture ortive e le colture foraggiere (erba medica e mais). Abbastanza diffusa nei pressi dell'argine del fiume Po è la pioppicoltura.
Parallelamente alla diminuzione di importanza del settore primario, vi è stato uno sviluppo industriale, localizzato nell'area di Ponte Trebbia, al confine con il comune di Rottofreno. Nonostante la collocazione lungo il percorso della via Francigena, il settore turistico risulta essere molto poco sviluppato.

## Infrastrutture e trasporti
Il territorio comunale è attraversato dalla strada provinciale 13 di Calendasco che si dirama dalla ex strada statale 10 Padana Inferiore a San Nicolò a Trebbia, frazione di Rottofreno, attraversa il capoluogo comunale e la frazione di Santimento, condivisa con lo stesso comune di Rottofreno per, poi, ricongiungersi alla ex strada statale 10 nei pressi del capoluogo comunale di Rottofreno.
Il territorio comunale è attraversato anche dall'autostrada A21, tuttavia, il traffico generato dall'arteria, non essendo presente nessun casello a Calendasco, è completamente separato dal traffico locale comunale.

## Amministrazione
Di seguito è presentata una tabella relativa alle amministrazioni che si sono succedute in questo comune.
| Periodo        | Periodo        | Primo cittadino     | Partito                                                | Carica  | Note   |
| -------------- | -------------- | ------------------- | ------------------------------------------------------ | ------- | ------ |
| 8 luglio 1980  | 18 giugno 1985 | Enzo Rossi          | Partito Comunista Italiano-Partito Socialista Italiano | Sindaco | [ 34 ] |
| 18 giugno 1985 | 7 giugno 1990  | Alessandro Bosoni   | Democrazia Cristiana                                   | Sindaco | [ 35 ] |
| 7 giugno 1990  | 24 aprile 1995 | Alessandro Bosoni   | Democrazia Cristiana                                   | Sindaco | [ 35 ] |
| 24 aprile 1995 | 14 giugno 1999 | Francesco Lavezzi   | Lista civica                                           | Sindaco | [ 35 ] |
| 14 giugno 1999 | 14 giugno 2004 | Francesco Lavezzi   | Lista civica                                           | Sindaco | [ 35 ] |
| 14 giugno 2004 | 8 giugno 2009  | Francesco Zangrandi | Lista civica                                           | Sindaco | [ 35 ] |
| 8 giugno 2009  | 26 maggio 2014 | Francesco Zangrandi | Lista civica                                           | Sindaco | [ 35 ] |
| 26 maggio 2014 | 27 maggio 2019 | Francesco Zangrandi | Lista civica Calendasco per continuare                 | Sindaco | [ 35 ] |
| 27 maggio 2019 | 9 giugno 2024  | Filippo Zangrandi   | Lista civica Immagina Calendasco                       | Sindaco | [ 35 ] |
| 9 giugno 2024  | in carica      | Filippo Zangrandi   | Lista civica Immagina Calendasco                       | Sindaco | [ 35 ] |

### Altre informazioni amministrative
A partire dal 2009 e fino al suo scioglimento avvenuto alla fine del 2024, Calendasco ha fatto parte dell'Unione Comuni Bassa Val Trebbia e Val Luretta che comprendeva diversi comuni piacentini compresi tra la bassa val Trebbia, la val Luretta e la pianura Padana. Al 2020 i comuni che facevano parte dell'unione erano, oltre a Calendasco, Gossolengo, Gragnano Trebbiense, Rivergaro e Rottofreno.